# Войново (Бидґозький повіт)
Войново (пол. Wojnowo, нім. Wahlstatt) — село в Польщі, у гміні Сіценко Бидґозького повіту Куявсько-Поморського воєводства.
Населення — 839 осіб (2011).
У 1975-1998 роках село належало до Бидгощського воєводства.

## Демографія
Демографічна структура станом на 31 березня 2011 року:
|          | Загалом | Допрацездатний вік | Працездатний вік | Постпрацездатний вік |
| -------- | ------- | ------------------ | ---------------- | -------------------- |
| Чоловіки | 410     | 84                 | 296              | 30                   |
| Жінки    | 429     | 77                 | 267              | 85                   |
| Разом    | 839     | 161                | 563              | 115                  |